# Тремасов, Павел Николаевич
Павел Николаевич Тремасов (10 июня 1907, дер. Дубровка-на-Узе, Саратовская губерния — 30 декабря 1985, Московская область) — командир отделения 110-го отдельного гвардейского сапёрного батальона, гвардии младший сержант — на момент последнего представления к награждению орденом Славы.

## Биография
Родился 10 июня 1907 года в деревне Дубровка-на-Узе (ныне — Шемышейского района Пензенской области). Мордвин. Остался сиротой в 13 лет. После школы работал в городах Саратов, Москва. В 1936 года с семьей обосновался в селе Шарапова Охота Серпуховского района Московской области. Работал лесорубом в Серпуховском лесничестве.
В июле 1941 года был призван в Красную Армию. Прошел трёхмесячную подготовку, получил специальность сапёра. Воевал на Воронежском, Донском, Сталинградском, 1-м и 2-м Украинских фронтах. К весне 1944 года гвардии ефрейтор Тремасов — сапёр 110-го отдельного гвардейского сапёрного батальона 97-й гвардейской стрелковой дивизии.
8 и 9 марта 1944 года в районе села Токаревка гвардии ефрейтор Тремасов на рубеже, ранее занимаемом противником, обнаружил минные поля, под сильным огнём противника сделал проходы и пропускал технику. После чего разминировал в течение двух дней противопехотные мины. Поставленную боевую задачу выполнил. 22 марта в схватке с противником уничтожил 5 противников. Приказом от 29 марта 1944 года гвардии ефрейтор Тремасов Павел Николаевич награждён орденом Славы 3-й степени.
В ночь на 7 января 1945 года в районе юго-западнее города Буско-Здруй гвардии младший сержант Тремасов с бойцами своего отделения разминировал несколько участков минных полей противника, предварительно сняв проволочные заграждения, уничтожил более 10 вражеских солдат и офицеров. Был представлен к награждению орденом Славы 2-й степени.
Вновь отличился в конце января при форсировании реки Одер. 23-27 января 1945 года в районе севернее города Бриг совершил большое количество рейсов на десантной лодке через водную преграду, переправлял людской состав и боеприпасы на левой берег реки. 25 января, когда осколком от авиационной бомбы пробило дно лодки, организовал откачку воды и сумел причалить лодку к берегу, тем самым спас людей и боеприпасы. Всего через реку за эти дни гвардии младший сержант Тремасов переправил 630 человек личного состава, 115 ящиков боеприпасов. Был представлен к награждению орденом Славы.
Приказом от 12 апреля 1945 года гвардии ефрейтор Тремасов Павел Николаевич награждён орденом Славы 2-й степени.
Приказом от 27 апреля 1945 года гвардии ефрейтор Тремасов Павел Николаевич награждён орденом Славы 2-й степени повторно.
В конце апреля 1945 года со своим отделением под вражеским огнём за 40 минут навел мост через одну из рек под городом Дрезден. Получил тяжёлое ранение, второе за войну. День Победы встретил в госпитале в городе Прага. Летом 1945 года был демобилизован. Вернулся к семье в Московскую область.
Указом Президиума Верховного Совета СССР от 23 сентября 1969 года в порядке перенаграждения Тремасов Павел Николаевич награждён орденом Славы 1-й степени. Стал полным кавалером ордена Славы.
Проживал в посёлке Шарапова Охота Серпуховского района Московской области. Работал лесорубом в Серпуховском лесничестве, объединении «Русский лес». Был лауреатом ВДНХ. Заслужил звание «Отличник сельского хозяйства». Скончался 30 декабря 1985 года. Похоронен на кладбище в деревне Кузменки Серпуховского района Московской области.
Награждён орденами Отечественной войны 1-й степени, Красной Звезды, Славы 3-х степеней, медалями.